# Calera de León
Calera de León è un comune spagnolo di 1.084 appartenente alla Provincia di Badajoz, nella comunità autonoma dell'Estremadura.

## Posizione
La città è situata su una collina di 709,4 metri, pertinente a una zona ricca di montagne e colline, (Sierra Tentudía) tra cui il monte Tentudía, di 1104 m, il più alto nella provincia di Badajoz.
La popolazione conta 1 002 abitanti (al 2014). Dista 126 km da Badajoz e 101 da Siviglia e appartiene alla comarca di Tentudia.
Nel mese di ottobre 2007 è stata selezionata, insieme a 19 altri paesi del Vecchio Continente, per far parte del film documentario Borghi d´Europa, rendendola una delle poche città spagnole incluse in questo progetto audiovisivo prodotto annualmente dall'azienda tedesca Colours Communication Group.

## Storia
Gli antichi cosmografi identificarono questa città con l'antica Turiga, o Ucultuniacum in una fase precedente, citata da Plinio.
Durante la dominazione araba prese il nome di Al-Caxera, letteralmente "bianca", denominazione dovuta probabilmente all'abbondante pietra calcarea presente sul territorio. A testimonianza di questo periodo storico sono state ritrovate numerose tombe musulmane nella zona della sierra.
Durante la Reconquista di Siviglia da parte di Ferdinando II, la regione venne strappata ai mori dal maestro dell'Ordine di Santiago Pelay Pérez Correa; stando al racconto delle antiche cronache, quando i cristiani tentarono di passare attraverso la sierra si trovarono di fronte all'esercito saraceno e furono costretti a ingaggiare una battaglia così feroce che all'avvicinarsi della notte l'esito dello scontro era ancora indeciso. Così, secondo la tradizione, il paladino si sarebbe inginocchiato a terra e avrebbe implorato al cielo "Santa Maria, ferma il giorno!", e a questa invocazione il sole si sarebbe fermato all'orizzonte così da concedere ai cristiani il tempo necessario per conquistare la vittoria. A questa leggenda è legato il nome del sito, perché la frase del re in spagnolo suona "Santa Maria, detén tu dìa"!, da cui sarebbe poi derivato il nome Santa Maria de Tentudía.
In ricordo di questo miracolo Pérez Correa fece costruire in cima alla montagna più alta un tempio in onore della Vergine, consacrato 1514 da Papa Leone X, che lo elevò al rango di monastero. La chiesa divenne sede del vicariato di Tudia che comprendeva nove villaggi della zona, e ospitò, fino alla sua scomparsa nel metà del XIX secolo, l'istituto di arte umanistica più importante dell'Estremadura. Grazie alla costruzione di questo monastero, che vantava grandi rendite, e alla successiva realizzazione della Conventual Santiaguista, Calera de León divenne uno dei centri più importanti dell'Ordine di Santiago.
Fino al 1873 apparteneva alla diocesi del Priorato di San Marcos de León, e successivamente passò sotto la giurisdizione della diocesi di Badajoz.
Durante la guerra d'indipendenza spagnola la città venne occupata dalle truppe francesi, che distrussero l'archivio municipale.

## Monumenti

### Chiesa di Santiago Apostolo
Realizzata con mattoni e conci di pietra, ha la facciata piuttosto irregolare sovrastata da una scala a chiocciola, contrafforti a schiera e un campanile barocco. Si tratta di un'opera tardo gotica, risalente alla fine del XV secolo, con un'unica navata, quattro cappelle sui lati, sacrestia e una cappella battesimale, oggi sagrario. È coperta con volta a stella, che poggia su pilastri costituiti da semicolonne indipendenti; le cappelle sono coperte da volte a crociera. L'ingresso principale è in stile rinascimentale, con architrave dotato di quattro colonne intercalate da nicchie vuote, sovrastato da quattro guglie e un timpano a forma di arco. La pala dell'altare è stata disegnata da Eduardo Acosta, e rappresenta i quattro evangelisti, scene della battaglia di Tentudía, con l'apparizione della Vergine a Perez Correa, e San Giacomo a cavallo. La nicchia è occupato da una scultura in legno di Cristo Crocifisso, risalente al XVI secolo. La finestra è decorata con un giglio, simbolo del trionfo e con la spada dell'Ordine di Santiago. Il pulpito, che si trova accanto all'arco principale, è di forma ottagonale, in granito, poggiante su base sostenuta da pilastri dello stesso materiale. Ai piedi della scalinata si trova una vasca in granito contenente acqua santa. Durante la permanenza dei frati di San Marco di León la chiesa si è dotata di molti mobili e attrezzature, arrivando a contare cinque organi.

### Monastero di Tentudia
Fu costruito a partire da una modesta chiesa eretta in commemorazione della leggendaria battaglia di Tentudía. È composta da tre navate, comunicati attraverso file di archi in pietra con la cappella di pianta quadrata della navata centrale e con le cappelle più piccole, poste sui lati. Il tramezzo è di legno, in arte mudéjar. Alla fine del XIV secolo sono state aggiunte due cappelle funerarie collegate alla navata laterale attraverso un piccolo corridoio. Le tombe appartengono a due Maestri dell'Ordine di Santiago: Gonzalo Mexías e Fernando Oxores. Nelle cappelle laterali vi sono dei mosaici, posteriori rispetto all'altare maggiore, che rappresenta uno San Giacomo sopra un destriero bianco, con l'armatura, la spada nella mano destra e la bandiera nella sinistra, che sovrasta i nemici vinti in combattimento. Ai lati della scena due grandi alberi sono delimitati da una mantovana di rami e ghirlande. Di fronte all'altare è presente l'immagine della Vergine con il Bambino. La cappella di Sant'Agostino mostra un retablo in ceramica rappresentante il Padre della Chiesa, con la mitra e il pastorale, che tiene una piuma nella mano destra. Nel tempio è presente anche l'immagine della Vergine di Tentudía, in ricordo della storia della sua fondazione. L'opera più interessante presente nel monastero è la grande pala d'altare in stile moresco, realizzata nel 1518 dal ceramista italiano Francesco Niculoso Pisano, e che rappresenta una delle più importanti ceramiche della penisola . Le sue dimensioni sono 3,4 m di larghezza e 2,65 m di altezza, con un totale di 640 piastrelle. L'opera rappresenta scene mariane. A destra dell'altare vi è la tomba del fondatore, Pelayo Perez Correa, rivestita con piastrelle che richiamano lo stesso stile. Il chiostro è semplice, costruito con mattoni in stile moresco, è a due piani, dotato di una galleria a quattro sezioni con archi. Il porticato è sostenuto da pilastri ottagonali. Al centro del chiostro è presente un serbatoio di grande capacità. Dai lati della galleria si accede alle stanze, camere sobrie coperte da soffitti a volta a crociera o in legno piatti. Si costruirono anche una sagrestia e tribuna che comunicano con l'abside, con cappelle funerarie, e altre parti della chiesa. Decenni più tardi le tre navate del tempio, sono state sostituite con una navata coperta con volta a botte.

### Conventual Santiaguista
Si tratta di un edificio di pietra di granito e muratura, realizzato alla fine del XV secolo come residenza per i cavalieri che vivevano in Tentudia. Ospitò per quarant'anni il Collegio di San Marcos de León finché l'Ordine si trasferì nel 1562. Come il Monastero Tentudía, l'edificio è dichiarato Bene Storico Artistico Nazionale dal 1931. Il chiostro a due piani è realizzato con granito; il colonnato e le volte delle sale e delle gallerie sono in stile rinascimentale. Da 1930-1934 il monumento è stato oggetto di diversi tentativi di saccheggio con l'intenzione di trasferire le sue pietre artistiche in America. Una delle strutture più importanti è il chiostro di pianta quadrata a due piani sovrapposti con soffitti a volte a crociera. Le più belle camere monastiche sono situate al piano terra, tra cui la Sala de los Capítulos o de las Piñas, che presenta decorazioni a rosoni nel soffitto. Altre tipiche decorazioni sono le conchiglie di san Giacomo e gli stemmi araldici del periodo.

### Ermita Ntra. Sra. de los Dolores
Si trova ai margini della città. Venne concepita come una cappella-sacrario, ma fu modificata da successivi interventi nel corso dei secoli, soprattutto nel periodo barocco. È di piccole dimensioni, dotata di una sola navata coperta all'esterno da un tetto spiovente. Il tamburo ottagonale è chiuso con una cupola sormontata da un tempio con la medesima pianta, sormontato da un pinnacolo. La copertura ha un grande valore artistico, di ispirazione classica come dimostrano gli elementi che la decorano. Una volta un pergolato in legno separava il presbiterio, la zona più sacra, dallo spazio laico. Lo scopo della separazione era di proteggersi dai frequenti furti e saccheggi del materiale artistico e sacro del tempio che si trovava essenzialmente nel presbiterio. All'interno le panche sono poste addossate al muro.

## Feste e Manifestazioni

### Pellegrinaggio di Tentudia
Il pellegrinaggio di Tentudía è una festa celebrata ogni 8 settembre a partire dalla seconda metà del XIII secolo: vanta oltre 700 anni di età. Con la costruzione del monastero il culto della Vergine tornò in auge e venne incrementato, trovando anche spazio nella celebri cantiche su Santa Maria scritte da Alfonso X. Col passare del tempo la festa della Vergine crebbe in popolarità e in partecipazione, quando alla fine del XIV secolo, il re Enrico II di Castiglia concesse al vicario vari privilegi per la sua realizzazione, tra i quali la riduzione delle imposte fiscali. Già da allora i partecipanti al pellegrinaggio superavano la cifra di 6 000 persone provenienti dalla provincia meridionale di Badajoz e dalla parte settentrionale di Huelva e Siviglia. Il pellegrinaggio o fiera di Tentudia è una delle più antiche della Spagna. Dalla piazza principale del paese all'alba, ogni 8 settembre, viene portata l'icona della Vergine di Tentudía, patrona di Calera de León e della Tentudía, accompagnata da innumerevoli pellegrini, fino al monastero di Tentudia, dove i fedeli si riuniscono in massa per esprimere la loro devozione. La strada del pellegrinaggio è lunga nove chilometri, intercalata da aree di sosta dove vengono offerti dolci e salumi tradizionali, soprattutto a base di maiale iberico.

### Altre feste e manifestazioni
- San Marcos: dal 24 al 26 aprile.
- San Isidro Labrador: dal 15 al 18 maggio.
- Festa della Vergine del Monastero Tentudía: 15 agosto
- Festa in onore della vergine di Tentudia: dal 7 al 10 de Settembre.
- Fiera del Piñón: Ponte dell'Immacolata